# Pilemia smatanai
Pilemia smatanai är en skalbaggsart som först beskrevs av Holzschuh 2003.  Pilemia smatanai ingår i släktet Pilemia och familjen långhorningar. Inga underarter finns listade i Catalogue of Life.